# Наджафова, Назлы Мамедага кызы
Назлы Мамедага кызы Наджафова (азерб. Nazlı Məmmədağa qızı Nəcəfova; 1890, Нахичевань, Российская империя — 1977, Нахичевань) — создательница первой школы для девочек в Нахичевани, заслуженный учитель Азербайджанской ССР.

## Биография
Родилась в 1890 году в Нахичевань|Нахичевани. 
Прадед Назлы Агасы-бек и дед по отцовской линии Мирза Мухаммед Таир были визирями Нахичеванского ханства. Её мать принадлежала к знатному роду Кенгерли.
При поддержке своего брата полковника Юсиф бек Таирова стала одной из первых учениц Бакинской мусульманской женской школы. Ей преподавали такие просветители, как Мирза Алекпер Сабир, Наджаф-бек Везиров, Гасан-бек Зардаби, Абдуррагим-бек Ахвердов. После восьмилетнего обучения уехала в Эривань, где в то время проживала её семья. Незадолго до этого встретилась с Джалилом Мамедкулизаде, чьи идеи оказали серьёзное влияние на её мировоззрение. В Эривани добилась открытия в школе для мальчиков отдельного класса для девочек-мусульманок.
В 1912 году семья Таировых вернулась в Нахичевань, где Назлы работала в недавно открывшейся небольшой школе для девочек. Вначале преподавала, затем стала директором школы. Деятельность школы вызывала негативную реакцию у некоторых религиозно настроенных жителей города. Назлы приходилось тратить половину зарплаты на охранников. Сестра Газанфара Мусабекова, Айна Султанова, подруга по Бакинской мусульманской женской школе, помогла ей открыть в Нахичевани женские клубы, специальный сектор для девушек в местной подготовительной школе для учителей, школу для девочек в Ордубаде.
В октябре 1917 года, после того, как Рашид-бек Эфендиев стал директором школы для девочек, Назлы и молодой театральный режиссёр Рза Тахмасиб открыли в школе драматический кружок.
В 1921 году недоброжелатели, пытаясь убить Назлы, совершили нападение на её дом. Покушение не удалось: Назлы в это время отсутствовала по причине участия в Первом съезде учителей Азербайджана. В том же году она добилась открытия в Нахичевани первого театра самодеятельности для девушек.
В 1937 году Наджафгула Наджафов, муж Назлы, помогавший ей в просветительской деятельности, был арестован. В 1942 году её, как жену врага народа, сослали в Казахстан. Там, чтобы как-то прокормить семью, она вступила в рабочую бригаду, продолжая заниматься педагогической деятельностью.
После возвращения в Азербайджан в 1947 году преподавала в Геокчае азербайджанский и русский языки. Позже до конца своих дней продолжала педагогическую деятельность в Нахичевани.